# 续集
续集，即是电视连续剧集或者电影播出每部后，再开拍的后续作品。以前，续集一词只代表第二部作品，而第三部則以「第三集」形象，如此类推。但是集在电视剧中容易和单元集混淆，所以电视剧改以辑表示。而欧美剧流行之后，由于使用英文单词Season以表示辑，现时部份电视或者动画的续集又以季代替辑。

## 分别
- 集：以前用于粤语长片、电影中，现时仅用于电视剧集的单元剧里面，表示为「第几集」
- 辑：用于电视剧集某一篇帮故事中，表示为「第几辑」
- 季：用于美国剧集中，每一篇故事，表示为「第几季」